# ادیل
ادیل (به انگلیسی: Edale) یک روستا و محله مدنی در بریتانیا است که در High Peak واقع شده‌است. ادیل ۳۵۳ نفر جمعیت دارد.